# Digosville

Digosville este o comună în departamentul Manche, Franța. În 1 ianuarie 2022 avea o populație de 1.665 de locuitori.